# MarBell
MarBell은 2006년부터 2010년까지 자체 레이블 N-Records를 통해 활동하던 일본의 얼터너티브 록 밴드이다.

## 활동
MarBell은 2006년 츠노다 타카노리가 기타리스트 겸 프로듀서로 일본-미국인 혼혈 모델 MAR와 함께 결성한 밴드이다. 이후 베이시스트 AZUSA와 드러머 yu-ya가 가입하여 2008년 5월 14일 정규 앨범 Sister 를 발표하며 데뷔했다. 이후 도쿄를 비롯하여 일본 전국 투어공연을 실시했으며, 2008년 미국 OTAKON에 참여하기도 했다. 앨범 수록곡 중 네 곡은 2008년 5월 3일 도쿄 스타디움에서 개최된 hide memorial summit 첫 날에 공연되었다.
그러나 이후 활동을 일체 중단하다 결국 2010년 3월 10일, 결성 4년 만에 MarBell은 해체를 공식 선언했다. 보컬 MAR는 이후 MAA라는 이름으로 솔로 활동을 시작했다.

## 구성원
- MAR – 보컬 (2006년 ~ 2010년)
- 츠노다 타카노리 – 기타 겸 프로듀서 (2006년 ~ 2010년)
- AZUSA – 베이스 (2008년 ~ 2010년)
- yu-ya – 드럼 (2008년 ~ 2010년)

## 앨범
- Sister (2008)